# Sitaris muralis
Espèce
Sitaris muralis est une espèce de coléoptères, de la famille des Meloidae (sous-famille des Nemognathinae) — Il est donc de la même famille que la mal nommée Mouche cantharide. Présent en Europe de l'Ouest, il est noir avec des taches brun-orangé sur le haut des élytres. C'est un cleptoparasite des abeilles creuseuses anthophores.

## Distribution
Sitaris muralis existe dans l'Europe de l'Ouest où son aire de répartition inclut les Iles Britanniques, l'Espagne, la France, le Luxembourg, l'Allemagne, l'Autriche, la République Tchèque et l'Italie, elle semble être une espèce paleoarctique de l'Est et reste rare dans le Sud de l'Angleterre, où elle subsiste pourtant sur les franges Nord-Ouest de son aire. On peut apercevoir le scarabée adulte au voisinage des nids des abeilles creuseuses qu'il parasite, typiquement sur les pentes raides de loess ou sur les vieux murs de maison exposés au soleil, ainsi que dans les remblais de graviers et sous les balcons.

## Écologie
Ce coléoptère est une kleptoparasite des abeilles du genre Anthophora et a un cycle de vie complexe. En septembre, la femelle du coléoptère pond un lot de deux mille œufs ou plus à proximité des galeries et des chambres formées par l'abeille-hôte pour élever sa propre progéniture. Lorsque les œufs du sitaris éclosent, les larves en sortent et forment un petit tas mélangé aux restes de coquilles d'œufs. Les larves entrent rapidement en diapause jusqu'au mois de mai suivant. Les larves cherchent alors une anthophore mâle sur laquelle quelques-unes d'entre elles grimpent, s'accrochant à ses poils. Le moment venu, ce mâle s'accouple avec une abeille femelle et les larves de coléoptères se transfèrent sur elle lors du vol nuptial des abeilles. L'anthophore femelle creuse ensuite des chambres dans les parois et les murs, les remplissant chacune de nectar et y pondant un œuf, qui flotte comme un radeau à la surface du miel. Elle scelle ensuite la chambre. Au moment opportun, une des larves de sitaris relâche son emprise sur l'abeille et tombe sur le radeau-œuf. Là, elle se nourrit d'abord de l'œuf, ce qui prend environ une semaine, puis du miel ; elle est incapable de métaboliser le miel tant qu'elle n'a pas consommé l'œuf et qu'elle n'a pas perdu sa peau.

## Autre
Le philosophe Henri Bergson, dans L'Évolution créatrice, fait référence au cycle de vie de Sitaris pour démontrer la différence, dans une perspective d'évolution, entre l'instinct et l'intelligence dans les êtres vivants et la complexe limite entre les deux. Le comportement instinctif de Sitaris détectant, sans recours possible à aucune conscience interne, que le mâle anthophore va être le premier à sortir de sa galerie, que la femelle va conduire sa larve à une riche réserve de miel, tendent ainsi à démontrer l'extériorité de processus d'ordinaire attribués à l'intelligence consciente interne à un individu. « La conduite de l'insecte dessine la représentation de choses déterminées, existant ou se produisant en des points précis de l'espace et du temps, que l'insecte connait sans les avoir apprises ».  

## Synonymes
Sitaris muralis a pour synonymes : 
- Apalus mauritanicus Normand, 1949[5]
- Cantharis attenuatus Fourcroy, 1785[5]
- Necydalis humeralis Fabricius, 1787[5]
- Necydalis humuralis Fabricius, 1775[5]
- Necydalis muralis Forster, 1771[5]
- Sitaris (Sitaris) muralis (Forster, 1771)[5]
- Sitaris nitidicollis Abeille de Perrin, 1869[5]
- Sitaris splendidus Schaufuss, 1861[5]